# Carex nigromarginata
Carex nigromarginata är en halvgräsart som beskrevs av Ludwig David von Schweinitz. Carex nigromarginata ingår i släktet starrar, och familjen halvgräs. Inga underarter finns listade i Catalogue of Life.